# Henri Blazian
Henri R. Blazian (n. 1902, București – d. 1961, București) a fost un critic și istoric de artă.

## Carieră
Henri Blazian a studiat atât arta dramatică la Conservatorul din Cluj, cât și dreptul și filosofia la Universitatea din București.
A fost membru al primei echipe editoriale a Societății Române de Radiodifuziune, unde a fost referent literar între 1930 și 1934. După ce Vasile Voiculescu a preluat această funcție, H. Blazian a devenit referent de presă. Timp de 20 de ani a fost directorul programelor, mai târziu directorul emisiunilor cultural-artistice la Radiodifuziunea Română.
Din această poziție, a conferențiat la Radio despre Chipul lui Beethoven (Universitatea Radio din 27 martie 1930, text pe care l-a dezvoltat într-o lucrare onionimă tipărită șapte ani mai târziu), a prezentat ascultătorilor Arta cehoslovacă (2 martie 1930) și Literatura suedeză (16 aprilie 1930).
Domeniul său predilect a fost arta românească. A înfățișat publicului artiști consacrați precum Nicolae Grigorescu (18 iulie 1933, 15 mai 1934) ori Ștefan Luchian (Universi tatea Radio, din 15 mai 1930) și a readus în actualitate „artiști uitați" precum Constantin Lecca.
A pus în lumină activitatea de colecționar a lui Anastase Simu, prezentând testamentul acestuia (29 martie 1935) și muzeul născut din truda marelui colecționar (11 iunie 1940).
A prezentat la radio și impresiile sale moscovite (Ce-am văzut la Moscova - Universitatea Radio din 12 octombrie 1934, text ce sprijinea acțiunile de detensionare a raporturilor româno-sovietice ca urmare a tratativelor la nivel guvernamental dintre Nicolae Titulescu și Maxim Litvinov). De asemena a prezentat impresii de călătorie din Peninsula Iberică (Portugalia - în emisiunea Lumea din 26 noiembrie 1939).

## Activitatea publicistică
Henri Blazian a colaborat la principalele publicații culturale ale timpului (România literară, Rampa, „Curierul artelor") dar și la ziare ( Dreptatea, „Năzuința"), editând totodată propriile sale periodice („Progresul literar", „Cărvunarii")., Revista Plastica, Viața Românească, Dimineața, Adevărul iterar și artistic, Era Nouă, Cntemporanul, Arta 

## Scrieri proprii
- Plastica anului 1930, Atelierele "Adevărul S.A." București, 1931
- Balcicul în artă, 1931,  Atelierele "Adevărul", 1931
- Jean-Louis Forain,  Atelierele "Adevărul",1931,
- Giovanni Schiavoni, Imprimeria Națională, București, 1939.
- Gheorghe Asachi, Editura de Stat pentru Literatura și Artă, 1956
- Theodor Pallady, Editura: E.S.P.L.A., Colecția: Maeștrii artei, 1958
- Plastica anului 1931... L'art roumain en 1931, (ediție bilingvă)  Atelierele "Adevărul", 1932
- Plastica 1932,  L'art roumain en 1932, (ediție bilingvă)  Atelierele "Adevărul", 1933.
- Expoziția Retrospectivă Adam Bălțatu, UAP, 1958

## Traduceri
- Benedetto Croce: Lirismul și totalitatea artei, traducere din italiană de H. Blazian; cu o introducere de Tudor Vianu, Editura Adeverul.
- H. G. Wells: Mărul cunoașterii, Atelierele Adevărul, 1926
- Stefan Zweig: Giacomo Casanova (în colaborare cu Alexandru Philippide)
- Robert Luis Stevenson, Cadavre pentru disecție,  Atelierele Adevărul,